# Idioma mapos buang
Mapos Buang, también conocido como Mapos o Central Buang, es una lengua oceánica en la Provincia de Morobe, Papua Nueva Guinea.